# 京邵高速动车组列车
京邵高速动车组列车是中国铁路运行于首都北京市北京西站至湖南省邵阳市邵阳站的高速动车组列车，自2019年4月13日起开行，客运里程1804公里，途经北京市、河北省、河南省、湖北省、湖南省四省一市，客运乘务由广州局集团长沙客运段担任。其中北京西站至邵阳站运行6小时42分，使用车次为G811次；邵阳站至北京西站运行6小时46分，使用车次为G812次。除此以外，往返北京至长沙区间与邵阳的旅客可以选择于长沙、湘潭或娄底中转实现出行需求。

## 背景
2016年1月10日娄邵铁路新线通车后，伴随邵阳站往珠三角、长三角、长沙方向增开动车，邵阳市区对外出行更为方便，但是邵阳市区一直缺乏经由长沙北上的高速动车组班次；另一方面，邵阳市区虽有普速列车途径，但是省外的终点站分别为广东湛江、湖北武汉、上海。
沪昆高铁虽然在邵阳市内设有邵阳北站，但是设站位于新邵县大坪镇，由邵阳市区前往该处需用时1小时以上，纵使有诸多过路高铁途径，仍不便于邵阳市区民众出行。

## 历史
2012年12月26日，新增北京西～长沙南G84次列车。
2017年7月1日，新增北京西～长沙南G533次列车。
2019年4月11日，配合铁路运行图调整，本对列车延长至邵阳站始发终到。
2022年6月20日，配合京广高铁北段运行图重排，本对列车车次调整为G811/812次。

## 使用列车
本对列车使用配属广州局集团长沙动车运用所的CR400AF-AZ。